# Mit der Kamera im ewigen Eis
Mit der Kamera im ewigen Eis, oftmals versehen mit dem die Intention dieser Filmexpedition erklärenden Untertitel Die Tragödie der Schröder-Stranz-Expedition, ist ein deutscher Dokumentar-Stummfilm aus dem Jahre 1913.

## Gefilmter Expeditionsverlauf
Nachdem die für 1913 geplante Schröder-Stranz-Expedition zur Erforschung einer Nordostpassage unter der Leitung von Herbert Schröder-Stranz bereits im Sommer des vorangegangenen Jahres während der Vorbereitungsphase gescheitert war und in einer Katastrophe – der Expeditionsleiter Schröder-Stranz und sieben weitere Männer kamen dabei ums Leben – geendet hatte, unternahmen im Frühjahr 1913 mehrere Männer im Rahmen der so genannten „Hilfsexpedition Lerner“ die Suche nach den Verschollenen auf.
Der erst 18-jährige Nachwuchsfotograf Josef Allgeier, der sich in den 1920er und 1930er Jahren einen bedeutenden Namen als optischer Gestalter mehrerer berühmter Bergfilme Arnold Fancks und Luis Trenkers machen sollte, berichtete von dieser Filmexpedition in einer zweiteiligen Reportage, die in der österreichischen Fachzeitschrift Kinematographische Rundschau am 28. Dezember 1913 auf den Seiten 123 und 125 und in der Ausgabe vom 11. Januar 1914 auf den Seiten 84 und 85 abgedruckt wurden. Hierin schilderte er folgenden Ablauf: 
Der Beginn der Nordlandexpedition fiel auf einen Märzsonntag des Jahres 1913, als sich zwei bekannte Skisportler, Dr. Biehler und cand. med. Bernhard Villinger, im Feldbergerhof (Baden-Württemberg) von Freunden und Verwandten verabschiedeten, um den verschollenen Expeditionsteilnehmern um den verstorbenen Herbert Schröder-Stranz zu Hilfe zu eilen. Man schloss sich der Lerner’schen Hilfsexpedition an. Allgeiers Produktionsfirma wurde gebeten, einen Kameramann für die bildliche Dokumentation dieser Expedition zur Verfügung zu stellen, und Allgeier stieß ebenfalls zu den Nordlandfahrern. Von Christiania (dem heutigen Oslo) begab sich Allgeier nach Trondheim, wo er mit den restlichen Expeditionsteilnehmern, die per Schiff aus Hamburg angereist waren, zusammentraf. Von dort reiste die Expedition mit dem Schiff Lyra weiter nach Tromsø. Dort stieg das Team auf das kleine Expeditionsschiff Loevenskjold um. Am 21. April 1913 legte man in Richtung Spitzbergen ab. Zehn Tage später hatte man die Nordküste der Hauptinsel erreicht.

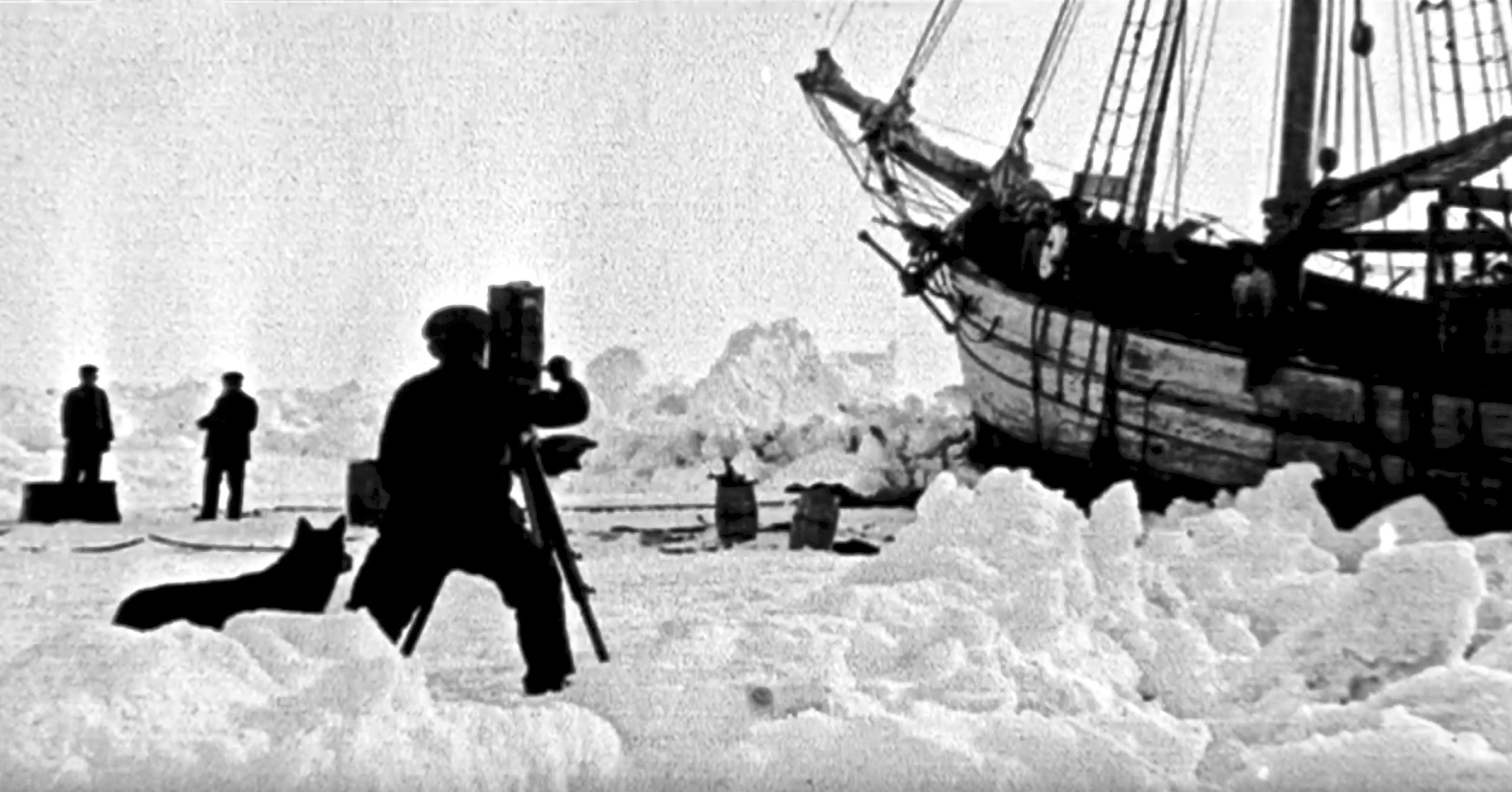
Der 18-jährige Sepp Allgeier (im Vordergrund) filmt im Mai 1913 das vom Packeis eingeschlossene Schiff Løvenskiold, mit dem er und Bernhard Villinger an der von Polarforscher Theodor Lerner organisierten Hilfsexpedition teilnahmen, um den vermissten Herbert Schröder-Stranz zu retten

Ab jetzt begann Allgeier intensiv zu filmen. Seine fotografischen Motive wurden zunächst die Treibeismassen, von der Polarsonne beleuchtete Eisplatten und weitere Naturschauspiele. Am Mosselfjord wurde das nur 21 Meter lange Expeditionsschiff schließlich von Eisplatten eingeschlossen, sodass ein Weiterkommen zunächst unmöglich schien. Schließlich nahmen die Expeditionsteilnehmer Biehler, Villinger und Graetz von dort eine Skiexpedition in Angriff, um zu der Treurenbergbai zu gelangen, wo man die verschollenen Schröder-Stranz-Expeditionsteilnehmer vermutete. Treibeis und starke Winde, die sich zu einem Polarsturm auswuchsen, bedeuteten zunehmend Gefahr für das Schiff und die dort verbliebenen Männer. Allgeier dokumentierte diese schwierigen Umstände drei Tage mit seiner Kamera von Bord aus. Dann brach die Loevenskjold über die Hinlopenstraße zu ihrem eigentlichen Zielort auf.
Auf der passierten Ryssinsel machte Allgeier erstmals einen Eisbären aus. Beiboote wurden abgesetzt, um den Eisbären zwecks Nahrungsbeschaffung zu erlegen. Weiter ging die Fahrt mit dem Expeditionsschiff bis an die Festeiskante am Nordkap des Nordostlandes, wo ein Weiterkommen angesichts einer massiven Eisbarriere nicht mehr möglich war. Bald schlossen Eismassen das Schiff komplett ein. Um die Expedition nicht zu gefährden, wurde ein Proviantlager in einer sechs Kilometer entfernten Schutzhütte angelegt. Den Transport dorthin mittels Hundeschlitten hielt Allgeier gleichfalls auf Zelluloid fest. Am Pfingstsonntag, dem 11. Mai 1913, wurde die Reise per Schlitten auch bei Schneesturm fortgesetzt bis man Extreme-Huk erreichte. Biehler, Villinger und Graetz brachen derweil zu einer anderen Bucht auf, um nach etwaigen Überlebenden der letztjährigen Expedition zu suchen. Es herrschten −24 Grad Celsius. Doch keine der beiden Gruppen konnte irgendeine Spur der verschollenen Schröder-Stranz-Leute ausmachen. Daraufhin unternahmen Graetz und Allgeier eine erneute Schlitten-Suchaktion, die über ungefähr 160 Kilometer ging.
Das Expeditionsschiff drohte zunehmend von den sich auftürmenden Eisplatten zerdrückt zu werden. Allgeier dokumentierte „unter Lebensgefahr“, wie er schrieb, die sich auftürmenden Eisschollen und wie sie anschließend krachend zusammenstürzten. Durch den enormen Druck der sich gegen den Schiffsrumpf bohrenden Eisschollen entstanden erste Lecks, die das Schiff nicht länger seetauglich erscheinen ließen. Allgeier hatte bereits seine belichteten wie unbelichteten Filmrollen im Rucksack verstaut, als die Mannschaft in Windeseile das Schiff verlassen musste, da es zu sinken drohte. Auf dem vorläufig sicheren Eisfeld gelandet, nahm Allgeier die Zerstörung der Loevenskjold durch die Naturgewalten auf. Die Gefangenschaft im Eis endete erst am 22. Juli 1913, als sommerliches Tauwetter eine Fahrtrinne zurück zur südlicher gelegenen Hinlopenstraße freilegte. Mit Schlitten wurden die Beiboote in Schwerstarbeit zur freigelegten Wasserrinne transportiert, um so die Heimreise anzutreten. Als man das Festland Spitzbergens erreicht hatte, traf man auf den norwegischen Hauptmann Staxrud. Dessen Expedition hatte derweil die Herzog Ernst, das einst ebenfalls von Eismassen eingeschlossene Expeditionsschiff der Schröder-Stranz-Truppe, mittels Dynamitsprengungen wieder befreien können.
Die Lerner-Leute vereinigten sich nun mit den Staxrud-Leuten auf der Herzog Ernst. Erfahrungen wurden ausgetauscht. Während Staxrud auf der Wilhelmsinsel nach Süden über das Eis aufbrach, konnte das Schiff nicht weiter nach Süden fahren, da erneut aufkommendes Packeis den Weg zu gefährlich erscheinen ließ. Schließlich wurde eine andere Route gewählt. Auf der Heimfahrt wurden erneut ein Eisbär und darüber hinaus zwei Robben erlegt, um die Ernährung der Expeditionsteilnehmer zu sichern. Allgeier hielt sich fast während der gesamten Rückfahrt an Deck auf, um von dort filmische Impressionen auf Zelluloid zu bannen. Endlich wurde die Nordseite Spitzbergens erreicht, von dort konnte die Heimreise problemfrei angetreten werden. Am 16. August 1913 gegen 15 Uhr erreichte die Crew unbeschadet Tromsø.

## Produktionsnotizen

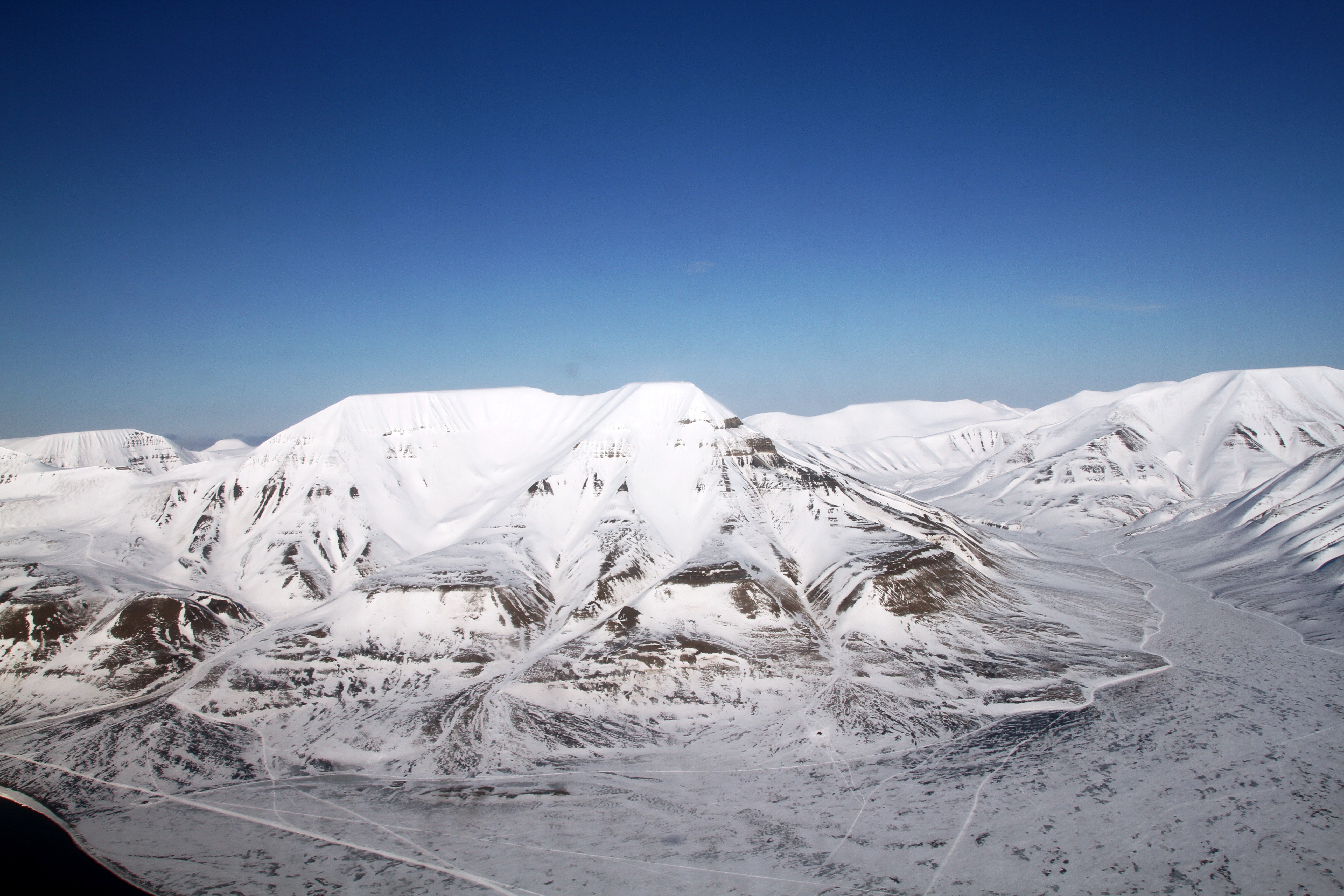
Drehort Spitzbergen (Adventdalen bei Longyearbyen)

Mit der Kamera im ewigen Eis entstand überwiegend in den Monaten Mai bis Mitte August 1913 vor Ort auf Spitzbergen sowie auf dem norwegischen Festland (u. a. Tromsø). Der dreiaktige Film besaß eine Länge von 1077 Metern und wurde im Oktober 1913 erstmals im „Cines“-Nollendorf-Theater gezeigt. Andere Quellen benennen den 24. Dezember 1913 mit Uraufführungsort Freiburg im Breisgau.
Auf einem Plakat der produzierenden Express-Film wurde der Film wie folgt beworben:
„Der Film enthält alle Phasen einer arktischen und wirklichen Expedition und ist bis jetzt ohne Konkurrenz! Seit Bestehen der Kinematographie wurde auch zum ersten Male der Untergang eines Polarschiffes durch fürchterliche Eispressungen aufgenommen. Künstlerische photographische Ausführung! Hochaktueller Inhalt! Spannende u. aufregende Momente!“
Dieser Film wird häufig mit einem anderen (abendfüllenden) Dokumentarfilm namens „Die Tragödie der Schröder-Stranz-Expedition“ des Schiffsmalers Christopher Rave verwechselt bzw. vermengt. Dieser entstand jedoch bereits 1912 während der namentlichen Expedition, an der auch Rave teilgenommen hatte. Er gehörte zu den wenigen Überlebenden und brachte seinen in Konkurrenz zu Allgeiers Arbeit stehenden Streifen bereits am 24. September 1913 in die Kinos.